# 施瓦茨瓦瑟巴赫河

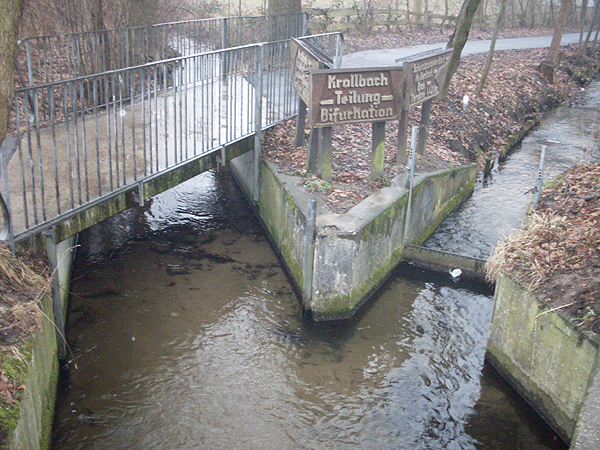

51°49′47.31″N 8°35′47.23″E / 51.8298083°N 8.5964528°E
施瓦茨瓦瑟巴赫河（德語：Schwarzwasserbach），是德國的河流，位於該國西部，處於北萊茵-威斯特法倫州，屬於埃姆斯河的左支流，河道全長6公里，流域面積20.9平方公里。